# Maddog
Maddog was een Volendamse band die tussen 1973 en 1975 vier Top 40-hits had. De band bestond uit: Kees (Bok) Tuip (1953-2023), Jan Smit, Kees Kroon, Jan (To) Buijs (1956-2017) en Ton Koning.
Toen hun debuutsingle werd uitgebracht, werd het altijd gedrukte Top 40-exemplaar niet gepubliceerd en uitgezonden vanwege een protestactie van Radio Veronica tegen een mogelijke verdwijning van de zender.

## Discografie

### Singles
| Single met eventuele hitnotering(en) in de Nederlandse Top 40 | Datum van verschijnen | Datum van binnenkomst | Hoogste positie | Aantal weken | Opmerkingen |
| ------------------------------------------------------------- | --------------------- | --------------------- | --------------- | ------------ | ----------- |
| It's gonna be better                                          |                       | 30-6-1973             | 29              | 7            |             |
| Kio                                                           |                       | 16-3-1974             | 23              | 5            |             |
| It's alright                                                  |                       | 20-7-1974             | 31              | 4            |             |
| My morning sun                                                |                       | 17-5-1975             | 28              | 4            | Alarmschijf |
| Ben was a clown                                               | 1976                  |                       | tip             |              |             |
| Devil's daughter in disguise                                  | 1976                  |                       | tip             |              |             |
| I love Holland                                                | 1977                  |                       | tip             |              |             |